# Роял-Сентер (Індіана)
Роял-Сентер (англ. Royal Center) — місто (англ. town) в США, в окрузі Кесс штату Індіана. Населення — 802 особи (2020).

## Географія
Роял-Сентер розташований за координатами 40°51′52″ пн. ш. 86°30′0″ зх. д. / 40.86444° пн. ш. 86.50000° зх. д. (40.864348, -86.499893).  За даними Бюро перепису населення США в 2010 році місто мало площу 1,54 км², уся площа — суходіл.

## Демографія
Згідно з переписом 2010 року, у місті мешкала 861 особа в 342 домогосподарствах у складі 234 родин. Густота населення становила 558 осіб/км².  Було 374 помешкання (242/км²).
Расовий склад населення:
| - 97,4 % — білих - 0,8 % — чорних або афроамериканців - 0,5 % — азіатів - 0,3 % — корінних американців |

До двох чи більше рас належало 0,9 %. Частка іспаномовних становила 1,3 % від усіх жителів.
За віковим діапазоном населення розподілялося таким чином: 27,3 % — особи молодші 18 років, 57,3 % — особи у віці 18—64 років, 15,4 % — особи у віці 65 років та старші. Медіана віку мешканця становила 38,0 року. На 100 осіб жіночої статі у місті припадало 99,8 чоловіків;  на 100 жінок у віці від 18 років та старших — 87,4 чоловіків також старших 18 років.
Середній дохід на одне домашнє господарство  становив 42 619 доларів США (медіана — 39 500), а середній дохід на одну сім'ю — 49 246 доларів (медіана — 48 000). Медіана доходів становила 36 071 долар для чоловіків та 25 347 доларів для жінок. За межею бідності перебувало 26,2 % осіб, у тому числі 42,7 % дітей у віці до 18 років та 5,6 % осіб у віці 65 років та старших.
Цивільне працевлаштоване населення становило 387 осіб. Основні галузі зайнятості: виробництво — 27,6 %, освіта, охорона здоров'я та соціальна допомога — 26,6 %, мистецтво, розваги та відпочинок — 8,0 %, роздрібна торгівля — 7,8 %.